# Calamity Anne's Beauty
Calamity Anne's Beauty è un cortometraggio muto del 1913 diretto da Allan Dwan. È il quinto di una serie di dodici cortometraggi di genere western dedicati al personaggio di Calamity Anne, interpretata da Louise Lester, prima star donna del cinema western.

## Produzione
Il film fu prodotto dall'American Film Manufacturing Company come Flying A.

## Distribuzione
Distribuito dalla Mutual, il film - un cortometraggio in una bobina - uscì nelle sale cinematografiche degli Stati Uniti il 29 marzo 1913.